# Pra Onde For, Me Leve
Pra Onde For, Me Leve é o terceiro álbum de estúdio do conjunto musical brasileiro Fat Family, lançado em setembro de 2001.

## Faixas
| N.º            | Título                                                | Compositor(es)               | Duração |  |
| 1.             | "Fat Millennium"                                      |                              | 0:47    |  |
| 2.             | "Pra Onde For, Me Leve (Make You Happy)"              | Dina Carroll / Andy Marvel   | 4:31    |  |
| 3.             | "Fim de Tarde"                                        | Robson Jorge / Mauro Motta   | 4:05    |  |
| 4.             | "Pé Na Tábua (Ordinary Pain)"                         | Stevie Wonder                | 3:33    |  |
| 5.             | "Sem Parar"                                           | Thais Nascimento             | 4:32    |  |
| 6.             | "Desengano"                                           | Lorenzo Al Dino              | 5:06    |  |
| 7.             | "Vou Sequestrar Você (Ain't No Mountain High Enough)" |                              | 3:04    |  |
| 8.             | "Impossível (Easy)"                                   | Lionel Richie                | 5:07    |  |
| 9.             | "Noite de Setembro (September)"                       | Maurice White / Allee Willis | 3:34    |  |
| 10.            | "Curtir Um Som"                                       | Prateado                     | 3:49    |  |
| 11.            | "Se Você Não Está"                                    |                              | 4:12    |  |
| 12.            | "Só Se For Show"                                      | Thais Nascimento             | 3:37    |  |
| 13.            | "Pudera"                                              |                              | 4:17    |  |
| 14.            | "Eu Vou Pra Night (I Love The Night Life)"            | Alicia Bridges               | 4:13    |  |
| Duração total: | Duração total:                                        | Duração total:               | 54:27   |  |